# Poranny alarm (film 1896)
Poranny alarm – amerykański film niemy z 1896 roku w reżyserii James H. White